# Río Negro (Pando)
El río Negro es un río amazónico boliviano que nace en el departamento de Pando y discurre enteramente por este además es uno de los principales afluentes del río Abuná.

## Hidrografía
Nace en el centroeste del departamento de Pando aproximadamente en las coordenadas (10°42′48″S 66°46′32″O / -10.71333, -66.77556), desde este punto el río forma pantanos en la mitad de su recorrido además de ser meandrico hasta su desembocadura, discurre en sentido oeste-norte hasta desembocar en el río Abuná del cual es uno de sus principales afluentes, tributario del río Madeira. Recibe este nombre debido a la coloración de sus aguas de un color marrón oscuro. 